# Württembergische DW 1–17
|  | In der Infobox ist nicht klar, welche Daten zu welchem Zeitpunkt zu welchen Dampftriebwagen gehören. Siehe Diskussion. Korrekturen sind willkommen. |

In den Jahren 1896 bis 1909 beschafften die Königlich-Württembergischen Staats-Eisenbahnen, abgekürzt KWStE, unter deren Leiter des maschinentechnischen Büros Eugen Kittel, insgesamt sechzehn ähnliche Dampftriebwagen – ein Einzelstück als Baumuster und kleine jeweils unterschiedliche weiterentwickelte Serien – die als DW 1–17 bezeichnet wurden, wobei DW für Dampfwagen stand. Sie waren für kürzere Nebenbahnstrecken im südwestdeutschen Raum bestimmt. Die mit einem Kittel-Kessel ausgerüsteten Dampftriebwagen dieser Baureihe werden umgangssprachlich, zusammen mit anderen ähnlichen Dampftriebwagen, auch als Kittel-Dampftriebwagen bezeichnet.

## Geschichte
1895 entschieden sich die KWStE für den Bau eines ersten Dampftriebwagens bei Decauville, der 1896 in Betrieb ging und mit einem Serpollet-Kessel ausgerüstet war. Weitere sechs ähnliche Triebwagen, ebenfalls mit Serpollet-Kessel, baute die Maschinenfabrik Esslingen in den Jahren 1900 bis 1903 in Eigenregie.
Da die mit Kohle beheizten Serpollet-Kessel im Gegensatz zum Automobil und Nutzfahrzeug-Verkehr sowie dem Straßenbahn-Verkehr im Vollbahneinsatz nicht überzeugten, entwickelte Eugen Kittel selbst einen Stehkessel, den Kittel-Kessel. Dieser wurde zwischen 1905 und 1908 in die sechs Esslinger Triebwagen eingebaut.
Durch die guten Erfahrungen mit den Kittel-Kesseln bestellten die KWStE weitere neun solcher Fahrzeuge, die DW 8 bis 14 und die beiden DW 16 und DW 17, die von Anfang an mit einem Kittel-Kessel ausgerüstet waren, jedoch neu in der Formgebung mit dem von Eugen Kittel patentierten Kittel-Kopf, anstelle der geradlinigen Außenform wie diese die DW 1 bis 7 und auch der ähnliche CZm 1/2 31 der Uerikon–Bauma-Bahn (UeBB) hatten. Diese wurden zwischen 1905 und 1909 abgeliefert.
1909 wurde in Esslingen der DW 1 so umfassend aufgearbeitet, dass dies auch als Neubau interpretiert werden kann. Sein äußeres Erscheinungsbild wurde dabei an die DW 2 bis 7 angeglichen. Dabei erhielt er neben einem Kittel-Kessel auch die neue Bezeichnung DW 15.
DW 6, DW 7, DW 9 und DW 15 bis DW 17 wurden von der Deutschen Reichsbahn als 9 bis 14 in den Bestand der Reichsbahndirektion Stuttgart aufgenommen und in den 1930er Jahren teilweise ausgemustert oder verkauft.
Der Triebwagen Nummer 12, ehemals DW 4, wurde 1922 an die Kleinbahn Vechta–Cloppenburg verkauft und dort 1925 nach einem Achsbruch verschrottet.
Der Triebwagen Nummer 9 kam 1945 zur französischen Staatsbahn Société nationale des Chemins de Fer Français und war dort in der Ostregion als XDR 10109 im Einsatz.
Es blieb kein Dampftriebwagen dieser Baureihe erhalten.

## Weitere ähnliche Triebwagen
Acht ähnliche Fahrzeuge mit Kittel-Kopf und Kittel-Kessel wurden in den Jahren 1914 und 1915 von der Maschinenfabrik Esslingen an die Großherzoglich Badischen Staatseisenbahnen als Gattung 121a geliefert, nachdem bereits 1902 von Esslingen ein Prototyp mit einem Serpolet-Kessel als Gattung 133c, ähnlich den DW 1 bis 6 und dem UeBB CZm 1/2 31, geliefert worden war.
Für weitere Gesellschaften lieferte die Maschinenfabrik Esslingen weitere zehn ähnliche Exemplare, anfänglich mit Serpollet-Kessel, dann mit Kittel-Kessel, darunter den CZm 1/2 31 der UeBB, der als einziger Kittel-Dampftriebwagen betriebsfähig bei der Stiftung Historisches Erbe der SBB erhalten geblieben ist.